# Medvedki na semnju
Pravljica Medvedki na semnju je pravljica , ki jo je napisal Janez Bitenc. Pravljica je izšla leta 1993, izdala pa jo je založba Obzorja.

## Interpretacija
Nekega dne se je medvedka mama, ki ji je bilo ime Meta odločila, da njeni trije sinovi medvedki, ker so bili pridni, lahko z njo odidejo na semenj, tam pa jim bo kupila nekaj kar si želijo. Skokec si zaželi zelen klobuček, Smukec bel predpasnik in Jakec rumene hlačke. Na semenj so se odpravili sledeči dan zjutraj. Napravili so se in umili, ter podali na pot. Ko so prispeli pa so slišali, da poteka tudi tekmovanje v petju, risanju in plezanju. Vsi trije medvedki so bili navdušeni, še posebej pa Jakec, ki je mamici kar takoj pokazal, da ga je babica naučila pesmico, ki bi jo lahko zapel. Mamica je bila navdušena nad pesmico, prav tako pa tudi redar, ki jo je slišal in mu je dal meden kolač. Prav tako pa sta se tudi Skokec in Smukec odločila, da bosta nastopala. Skokec se je odločil, da bo plezal, Smukec pa, da bo narisal ježa s hruško. Ko pa so se odšli igrat na vrtiljak in tobogan so srečali strica Benjamina, ki jih je povabil na pijačo, ter nečakom kupil vsakemu svoj balon. Tedaj pa je prišel čas za nastop, vendar so mali medvedki ugotovili, da so še premladi, da bi nastopili. Na srečo je bil z njimi stric Benjamin, ki pa je poznal sodnik, le ta pa jih je po pogovoru spustil naprej. Tekmovanje se je pričelo in mama Meta ni mogla skriti svojega navdušenja in je jokala od sreče, ko je ugotovila, da so vsi trije njeni medvedki zmagali na tekmovanju. Jakec je za nagrado dobil orglice, Smukec slikanico, Skokec pa nogometno žogo in plezalne copate. Od vsega navdušenja so skoraj pozabili po kaj so prišli na semenj, zato so odhiteli do prodajalcev, ki so svoje stojnice že pospravljali. Imeli so veliko srečo, ujeli so prodajalce in dobili vse obleke za pol cene. Tako je Skokec dobil zelen klobuk, Smukec bel predpasnik in Jakec rumene hlačke. Mama Meta si je želela kupiti še rdečo ruto z belimi pikami vendar pa ji je zmanjkalo denarja, zato so se odpravili proti domu. Ko pa so se že odpravljali so zaslišali, da se pričenja nagradno žrebanje, zato so odšli še tja. Na odru je bila škatla s številkami vstopnic za na semenj ob njej pa je stal velik medved z rdečo pentljo okoli vratu, s šapo pa je segal vanjo in vlekel ven listke. Tako je na koncu zadela tudi mama in tako dobila rdečo ruto z belimi pikami, ki si jo je tako želela. Zatem so se odpravili domov in celo pot prepevali in se veselili.

## Opis oseb
Mama Meta je odločna mama, ki vedno ve kdaj je čas za delo in kdaj za zabavo. je zmerna in zna delati z denarjem. Njeni trije mladi sinovi Skokec Smukec in Jakec pa so razposajeni medvedki. vsak od njih ima vsak svoje vrline. Skokec je pravi športnik, Smukec slikar da mu ni para, Jakec pa ima neverjeten lep glas, ter zna zapeti pesmico, ki ga je naučila babica. Trije medvedki pa imajo tudi strica Benjamina, ki je zelo radodaren in ima zelo rad svoje nečake. Prav tako je vedno blizu, ko ga potrebujejo, saj prepriča predsednika, da jih spusti na tekmovanje, čeprav so premladi.

## Pravljica
Pravljica je prozno besedilo. Zanjo je značilno, da kraj in čas nista določena, dobro vedno zmaga nad slabim, živali imajo magične sposobnosti in človeške lastnosti, tako so sposobne govoriti in razmišljati kot ljudje. na koncu pa junak vedno živi srečno do konca svojega življenja
Iz pravljice »medvedki na semnju« pa je razvidno tudi, da pisatelj velikokrat vključi tudi kakšen verz. Saj v tej pravljici Jakec ves čas poje pesmico, ki ga je naučila njegova babica.
To prozno delo pa ima tudi prvine [Socialne pravljice], saj je mati Meta zelo preračunljiva, vedno pazi kako bo razporedila svoj denar, tako, da se bodo otroci lahko veselili in bo še vedno lahko kupila, kar potrebuje.